# Have You Seen Your Mother, Baby, Standing in the Shadow?
Singles de The Rolling Stones
Paint It, Black
(1966) Let's Spend the Night Together/Ruby Tuesday
(1967)
Have You Seen Your Mother, Baby, Standing in the Shadow? est une chanson des Rolling Stones parue en 1966 sur la compilation Big Hits (High Tide and Green Grass), puis en single. Il s'agit de leur première chanson où apparaissent des cuivres.
Elle apparaît également sur l'album live Got Live If You Want It!, sorti la même année, et la compilation Forty Licks (2002), où son titre est abrégé en Have You Seen Your Mother Baby?
C'est le premier single du groupe depuis Not Fade Away à ne pas être no 1 au Royaume-Uni, à l'exception de 19th Nervous Breakdown qui selon les classements arrive premier ou deuxième au Royaume-Uni.

## Genèse et enregistrement
C'est la première chanson des Rolling Stones à comporter une section de cuivres influencée par les années 1920, dirigée par Mike Leander. La chanson a été composée par Keith Richards au piano, même s'il n'en joue pas dans l'enregistrement final.
Le groupe enregistre la chanson durant la session du 3 au 11 août 1966 au studio RCA à Los Angeles qu'il fréquente depuis presque deux ans consacrée aussi au début du travail de l'album Between the Buttons. C'est la dernière fois que le groupe enregistre dans ce studio, car l'ingénieur du son Dave Hassinger (en) avec qui il s'entendait bien sera viré du label RCA dans les semaines qui suivent car il a produit les Electric Prunes pour son compte et non pour le label.
Le 31 août suivant, l'enregistrement se poursuit de l'autre côté de la planète aux Studios IBC à Londres pour la section de cuivre dirigée par Mike Leander en présence du producteur Andrew Loog Oldham et du duo Mick Jagger et Keith Richards. Si les deux sessions d'enregistrements se sont très bien déroulées, la séance du 8 septembre de retour au studio RCA se déroule très mal car le rendu final ne satisfait pas le groupe. La chanson est un exemple typique de cauchemar en studio : en effet, les instruments sont noyés dans le mur sonore, avec la perte de dynamisme créée par les cuivres. Cela a pour conséquence un mixage considéré comme raté, d'autant plus que le mastering ne va pas l'arranger. Cela est dû à une incompatibilité des filtres sonores entre les deux studios d'enregistrement, ceux de RCA a un rendu plus aigu que ceux d'IBC.

## Parution et réception
Have You Seen Your Mother, Baby... est publié en single le 23 septembre 1966 simultanément au Royaume-Uni et aux États-Unis, ce qui est une première pour le groupe. À sa sortie, il est bien accueilli par les critiques. On peut lire dans le NME « Un autre disque fantastique des Stones, avec des sons d'une étonnante complexité qui vous coupera le souffle », tandis que le Daily Mirror précise « ça n'aurait été que justice que l'ingénieur du son Dave Hassinger ait été crédité » et Cash Box a déclaré que « le son hard rock et contagieux est mêlé au chant rauque de Jagger qui revient à un cri frénétique ». Malheureusement, les ventes suivront moins puisque le single n'est que no 5 au Royaume-Uni, sachant que les précédents singles anglais aient été no 1 depuis 1964, et neuvième aux États-Unis.
Peu de temps avant sa sortie en single, lorsque le groupe a mimé lors de la présentation de la chanson dans l'émission The Ed Sullivan Show le 11 septembre 1966, peu de temps avant sa sortie, Keith Richards était au piano et Brian Jones à la guitare. Les placements diffèrent par rapport à la version d'origine où c'est l'arrangeur fidèle Jack Nitzche qui est au piano tandis que Keith et Brian sont aux guitares, bien que Brian soit crédité au piano (et Nitzche non).

## Personnel
Selon les auteurs Philippe Margotin et Jean-Michel Guesdon :

### The Rolling Stones
- Mick Jagger : chant, chœurs, claquements de doigts
- Keith Richards : guitare solo, guitare acoustique, chœurs
- Brian Jones : guitare rythmique
- Bill Wyman : basse
- Charlie Watts : batterie

### Musiciens additionnels et équipe technique
- Jack Nitzsche : piano, tambourin
- Andrew Loog Oldham : production, chœurs
- Mike Leander et son orchestre : trompettes
- David Hassinger : ingénieur du son aux studios RCA à Los Angeles
- Glyn Johns : ingénieur du son aux studios IBC à Londres

## Classements
| Classements (1966)                     | Meilleure position |
| -------------------------------------- | ------------------ |
| Belgique (Flandre Ultratop 50 Singles) | 17                 |
| Canada (Top Singles)                   | 12                 |
| Finlande (Soumen Virallinen)           | 30                 |
| Irlande (IRMA)                         | 5                  |
| Allemagne (Media Control AG)           | 9                  |
| Pays-Bas (Single Top 100)              | 2                  |
| Norvège (VG-lista)                     | 6                  |
| Suède (Kvällstoppen)                   | 9                  |
| Suède (Tio i Topp)                     | 9                  |
| Royaume-Uni (UK Singles Chart)         | 5                  |
| États-Unis (Hot 100)                   | 9                  |

### Sources
- Andy Babiuk et Greg Prevost, Rolling Stones Gear: All the Stones' Instruments from Stage to Studio, Milwaukee, Backbeat Books, 2013 (ISBN 978-1-61713-092-2)
- Philippe Margotin et Jean-Michel Guesdon, The Rolling Stones All the Songs: The Story Behind Every Track, New York, Black Dog & Leventhal Publishers, 2016 (ISBN 978-0-316-31774-0, lire en ligne)